# العلاقات اللاتفية اللوكسمبورغية
العلاقات اللاتفية اللوكسمبورغية هي العلاقات الثنائية التي تجمع بين لاتفيا ولوكسمبورغ.

## مقارنة بين البلدين
هذه مقارنة عامة ومرجعية للدولتين:
| وجه المقارنة                                              | لاتفيا                                             | لوكسمبورغ                                                     |
| --------------------------------------------------------- | -------------------------------------------------- | ------------------------------------------------------------- |
| المساحة (كم2)                                             | 64.59 ألف                                          | 2.59 ألف                                                      |
| عدد السكان (نسمة)                                         | 1.93 مليون                                         | 599.45 ألف                                                    |
| الكثافة السكانية (ن./كم²)                                 | 29.88                                              | 231.45                                                        |
| العاصمة                                                   | ريغا                                               | لوكسمبورغ                                                     |
| اللغة الرسمية                                             | اللغة اللاتفية                                     | اللغة اللوكسمبورغية، لغة فرنسية، اللغة الألمانية              |
| العملة                                                    | يورو، لاتس لاتفي، الروبل اللاتفي ‏، الروبل اللاتفي ‏ | يورو، فرنك لوكسمبورغ                                          |
| الناتج المحلي الإجمالي (بليون دولار)                      | 30.26 مليار                                        | 62.40 مليار                                                   |
| الناتج المحلي الإجمالي (تعادل القوة الشرائية) بليون دولار | 49.24 مليار                                        | 58.13 مليار                                                   |
| الناتج المحلي الإجمالي الاسمي للفرد دولار أمريكي          | 14.06 ألف                                          | 101.45 ألف                                                    |
| الناتج المحلي الإجمالي للفرد دولار أمريكي                 | 23.55 ألف                                          | 101.93 ألف                                                    |
| مؤشر التنمية البشرية                                      | 0.819                                              | 0.892                                                         |
| رمز المكالمات الدولي                                      | +371                                               | +352                                                          |
| رمز الإنترنت                                              | .lv                                                | .lu                                                           |
| المنطقة الزمنية                                           | ت ع م+02:00، ت ع م+03:00، أوروبا/ريغا ‏             | توقيت وسط أوروبا، ت ع م+01:00، ت ع م+02:00، أوروبا/لوكسمبورج ‏ |

## مدن متوأمة
في ما يلي قائمة باتفاقيات التوأمة بين مدن لاتفية ولوكسمبورغية:
- ترتبط سيغولدا مع Niederanven [الإنجليزية]‏ باتفاقية توأمة.

## منظمات دولية مشتركة
يشترك البلدان في عضوية مجموعة من المنظمات الدولية، منها:
| علم المنظمة | اسم المنظمة                               | تاريخ انضمام لاتفيا | تاريخ انضمام لوكسمبورغ |
| ----------- | ----------------------------------------- | ------------------- | ---------------------- |
|             | المركز الدولي لتسوية المنازعات الاستشارية | 7 سبتمبر 1997       | 29 أغسطس 1970          |
|             | منظمة الأمن والتعاون في أوروبا            | 10 سبتمبر 1991      | 25 يونيو 1973          |
|             | اتفاقية السماوات المفتوحة                 | ?                   | ?                      |
|             | منظمة التعاون الاقتصادي والتنمية          | 16 يونيو 2016       | ?                      |
|             | الاتحاد الأوروبي                          | 1 مايو 2004         | 25 مارس 1957           |
|             | مركز تنسيق الحركة في أوروبا ‏              | ?                   | ?                      |
|             | حلف شمال الأطلسي                          | 29 مارس 2004        | 4 أبريل 1949           |
|             | مجموعة الموردين النوويين                  | ?                   | ?                      |
|             | مؤسسة التنمية الدولية                     | 11 أغسطس 1992       | 4 يونيو 1964           |
|             | مؤسسة التمويل الدولية                     | 29 سبتمبر 1993      | 4 أكتوبر 1956          |
|             | الاتحاد البريدي العالمي                   | ?                   | ?                      |
|             | مجلس أوروبا                               | ?                   | ?                      |
|             | البنك الدولي للإنشاء والتعمير             | 11 أغسطس 1992       | 27 ديسمبر 1945         |
|             | منظمة التجارة العالمية                    | 1999                | ?                      |
|             | منظمة حظر الأسلحة الكيميائية              | ?                   | ?                      |
|             | الفريق المعني برصد الأرض                  | ?                   | ?                      |
|             | مجموعة أستراليا                           | 2004                | 1985                   |
|             | المنظمة الأوروبية لسلامة الملاحة الجوية   | 2011                | 1960                   |
|             | الأمم المتحدة                             | 17 سبتمبر 1991      | 24 أكتوبر 1945         |
|             | منظمة الشرطة الجنائية الدولية             | ?                   | ?                      |
|             | يونسكو                                    | 9 يوليو 1951        | 27 أكتوبر 1947         |
|             | وكالة ضمان الاستثمار متعدد الأطراف        | 21 أغسطس 1998       | 29 أغسطس 1991          |
|             | الاتحاد الدولي للاتصالات                  | 11 ديسمبر 1921      | 2 مارس 1866            |

## وصلات خارجية
- موقع وزارة الخارجية اللاتفية
- موقع وزارة الخارجية اللوكسمبورغية